# Hold That Sucker Down
Hold That Sucker Down est une chanson reprise par David Vendetta en 2008. La version originale a été écrite et composée par Rob Dougan, Roland "Rollo" Armstrong et Percival Trollope pour le groupe O.T. Quartet. 
Le clip vidéo a été réalisé par Olivier Cavellat (Cutback Production) et tourné au Cabaret Sauvage à Paris.
La version de David Vendetta est à son tour reprise en 2018 par le groupe electro Sound of Legend.

## Liste des pistes (Version D. Vendetta)
CD-Maxi en Belgique
1. Hold That Sucker Down (Vocal Radio Edit) - 3:48
2. Hold That Sucker Down (Vocal Mix) - 8:52
3. Hold That Sucker Down (Instrumental Mix) - 8:37
4. Hold That Sucker Down (Cosa Nostra Remix) - 8:37

## Classement par pays
| Classement (2007-2008)                  | Meilleure position |
| --------------------------------------- | ------------------ |
| Belgique (Wallonie Ultratop 50 Singles) | 12                 |
| France (SNEP)                           | 17                 |
| Bulgarie (IFPI)                         | 34                 |
| France (Club 40)                        | 8                  |